# لطيفة الودغيري
لطيفة الودغيري- Latifa Eloudrhiri عالمة فيزياء تجريبية مغربية. ولدت في حي شعبي بمدينة فاس المغربية عام 1963م، تعد من الشخصيات المغربية البارزة، وواحدة من أبرز علماء الفيزياء النووية في الولايات المتحدة الأمريكبة. وواحدة من بين الأسماء المغربية التي لمعت عالمياً في مجال العلوم، والتي حققت المستحيل في مجال الفيزياء النووية.

## حياتها ومسيرتها العلمية
بدأت مسارها العلمي بجامعة محمد الخامس في الرباط، حيث نالت إجازة في الفيزياء، وشهادة الماستر في الفيزياء النظرية عام 1987/86م، ثم انتقلت إلى فرنسا حيث حصلت على الدكتوراه في الفيزياء عام 1991 من جامعة بليز باسكالوبعد ذلك انتقلت إلى الولايات المتحدة الأمريكية ؛حيث دشنت مسارها البحثي في مجال الفيزياء النووية التجريبية بجامعة شيكاغو.
في عام 2018م ،تمكّنت لطيفة الوادغيري رفقة فريق بحثها في مختبر توماس جيفرسون بالولايات المتحدة من تحقيق كشف علمي كبير ، تمثل في قياس كيفية توزيع الضغط داخل البروتون، وهو الجزء الموجب في كل ذرة، وهو ما سيساعد على فهم ظواهر كثيرة بالكون. وقد تمّ ذلك بعدما نجحت لطيفة وفريقها البحثي في تفجير البروتون عبر إلكترونات عالية الطاقة، ودراسة الضوء الصادر عن هذا الصدام وكيفية التفاعل مع البنية الداخلية للبروتون.
وهي بذلك - وفريقها البحثي- تعد أول من يتمكن من قياس كيفية توزيع الضغط داخل البروتون.
وعن طبيعة هذا الكشف تقول الدكتورة لطيفة في حوار لها مع أحد المواقع المتخصصة في العلوم: «نحن نطلق الالكترونيات عالية الطاقة في بروتوناتنا بقياسات دقيقة للغاية ، ونريد أن نفهم ما الذي يحدث في الطاقة، وعندما يكون لدينا الكترون عالي الطاقة والطول الموجي يكون أصغر ؛ حتي نتمكن من رؤية أعمق في الجسم، ونحن نقيس الضوء المنبعث مع الالكترون المتناثر ، ثم نقيس ايضاً البروتون ونقوم بقياس الفوتون والضوء والالكترون المتناثر، ونحن بحاجة إلي الكشف عن كل هذه الجسيمات ..وهذا ما لم يكن ممكناً في التجارب السابقة مع تشتت الالكترون».
أشاد مسؤولون أمريكيون بهذا الكشف العلمي الذي شاركت فيه العالمة المغربية، فقد بادرت السفارة الأمريكية بالرباط إلي تهنئة العالمة المغربية لطيفة الوادغيري علي هذا الانجاز والاكتشاف المهم في بيان رسمي ، كان مضمونه" ان العالمة المغربية حققت المستحيل برفقة زملائها في مجال الفيزياء النووية ، واضافت أن ضغط البروتون الذي تم قياسه هو المادة الأكثر كثافة التي يعرفها العلماء".
كما كان هذا الاكتشاف ايضاً محط اهتمام من قبل العديد من الدوريات العلمية العالمية المتخصصة، مثل مجلة "نيتشر" البريطانية.
وهذا الكشف ، بالإضافة إلي أنه سيساعد في فهم ظواهر كثيرة في الكون، فإنه ايضاً سيساهم في دراسة الخصائص ثلاثية الابعاد الخاصة بالبروتون.
الدكتورة لطيفة الوادغيري زميل الجمعية الفيزيائية الأمريكية (وذلك تكريماً لما قدمته)، وهي ايضًا كانت عضو اللجنة الاستشارية للعلوم النووية.